# 헨리 러셀 (육상 선수)
헨리 아그 "행크" 러셀(Henry Argue "Hank" Russell, 1904년 12월 15일 ~ 1986년 11월 9일)은 미국의 육상 선수로 1928년 암스테르담 올림픽에서 400m 릴레이의 금메달리스트였다.
버펄로에서 태어나 코넬 대학교의 학생인 러셀은 100 야드(91m, 1926년)와 220 야드(200m, 1925~26)에서 IC4A 선수권을 우승하였다. 그는 자신의 시니어 해에 스핑크스 헤드에 선출되었다.
암스테르담에서 러셀은 100m 준결승전에 도달하고, 미국 400m 릴레이 팀에서 최종 주자로 달려 결승전에서 41.0초의 세계 기록을 동일하게 하였다.
81세의 나이로 펜실베이니아주 웨스트체스터에서 사망하였다.